# Stok Ruski
Stok Ruski [pronunciación en polaco: /ˈstɔk ˈruski/] es un pueblo ubicado en el distrito administrativo de Gmina Mordy, dentro del Condado de Siedlce, Voivodato de Mazovia, en el este de Polonia central. Se encuentra aproximadamente a 5 kilómetros al oeste de Mordy, a 14 kilómetros al noreste de Siedlce, y a 99 kilómetros al este de Varsovia.